# 刘家弄古作坊群
刘家弄古作坊群位于中国江西省景德镇市珠山区刘家弄历史文化街区，是清末至民国之际的陶瓷工业建筑，景德镇老城区尚存的作坊群，含刘家下弄61号、63号古作坊，太平桥14号古作坊，窑砖坊墙，窑砖坡道2条。面积约4600平方米。作坊内部构架和布局多数较完整。外墙、挡土墙、坡道使用窑砖、麻石、窑渣砌筑。
2013年及2016年，刘家下弄63号、太平桥14号古建筑进行抢救性维护，修旧如旧。2018年，刘家弄作坊群对建筑本体、地面、墙体、梁架及其附属文物等进行加固和修缮。2018年3月9日，刘家弄古作坊群公布为第六批江西省文物保护单位，编号6-3-171。